# Cerveseria Pilsen Stopka
Cerveseria Pilsen Stopka és un pub de Brno, situat al carrer Česká al centre històric de la ciutat, prop de la plaça de la Llibertat.

## Història
L'any 1870 es va establir aquí la taverna U Jonáků, que l'any 1910 va ser adquirida pel restaurador Jaroslav Stopka, un dels restauradors txecs de Brno més famosos de la primera meitat del segle xx. Sota la seva direcció, l'establiment va assolir la seva màxima fama i es va convertir en un dels centres per a estudiants, intel·lectuals i burgesos txecs. Era freqüentada per Leoš Janáček. Des del principi s'hi servia cervesa Pilsner. Després de l'any 1989, l'edifici va ser retornat a la família Stopka, que el va vendre l'any 2009. Des del 2011, el grup de Restaurants Kolkovna gestiona el pub Stopka.
L'edifici núm. 5, on es troba la cerveseria, està protegit com a monument cultural de la República Txeca. Aquest edifici, antigament conegut com "U zlatého koníčka" (A la cavalleta daurada), té fonaments gòtics i renaixentistes i originalment era d'una sola planta. El segon pis va ser creat durant la reconstrucció barroca, altres modificacions van ser classicistes. Quan es va establir la fonda a la segona meitat del segle XIX, l'edifici va ser adaptat a aquests propòsits, es van fer modificacions més importants l'any 1919, quan la casa va rebre una façana d'esgrafiats modernista de Ládi Novák (entre altres coses, l'autor de la decoració del pub de Praga U Fleků), i les cobertes de la reducció per a piano de l'òpera de Janáček Les excursions del Sr. Brouček. També es va modificar al tombant dels anys 60 i 70 del segle XX i després de 1989, quan es va acabar el tercer pis cobert amb una teulada de mansarda. Després que la família Stopka vengués la casa, va tenir lloc una reconstrucció total de la casa el 2010-2011, durant la qual els arquitectes van intentar preservar l'atmosfera del local i van substituir la coberta de mansarda dels anys 90 per un revestiment de vidre avançat.
En el mateix edifici, també es trobava la seu de la Cambra d'Advocats de Moràvia. Un dels seus membres destacats era el Dr. František Pauk, qui va actuar com a representant legal de Leoš Janáček durant el conflicte amb la cooperativa del Teatre Nacional de Praga, en relació amb la representació de l'òpera Osud al Teatre de Vinohrady.